# 완주공공도서관
완주공공도서관은 전북특별자치도 완주군 봉동읍 소재의 공공 도서관이다.

## 연혁
- 1987. 12. 11 완주군공공도서관 신축 준공
- 1988. 10. 25 완주공공도서관 개관
- 1991. 03. 25 완주군 공공도서관을 완주공공도서관으로 개칭
- 2001. 03. 07 완주군 지역평생학습관 지정(전라북도교육감)
- 2012. 02. 28 RFID 자동화장비 시스템 도입

## 시설현황
- 2층: 사무실, 일반자료실, 아동자료실
- 1층: 열람실, 평생교육실

## 이용 안내
이용 시간
| 요일  | 자료실            | 열람실            |
| ----- | ----------------- | ----------------- |
| 평일  | 09 : 00 ~ 18 : 00 | 09 : 00 ~ 21 : 00 |
| 토,일 | 09 : 00 ~ 18 : 00 | 09 : 00 ~ 18 : 00 |

휴관일
1. 일요일을 포함한 관공서의 공휴일(단, 공휴일과 겹치지 않은 일요일은 정상근무)
2. 매주 월요일
3. 도서의 정리점검 및 기타 사유로 공공도서관장이 지정하는 날(단, 이 경우 미리 공고 후 휴관)